# Don Waddell
Donald Douglas „Don“ Waddell (* 19. August 1958 in Detroit, Michigan) ist ein ehemaliger US-amerikanischer Eishockeyverteidiger und derzeitiger -funktionär. Während seiner aktiven Karriere bestritt er ein Spiel bei den Los Angeles Kings in der National Hockey League, verbrachte jedoch den Großteil seiner Laufbahn in Minor Leagues. Anschließend fungierte er von 2018 bis 2024 als General Manager und ab 2014 auch als Präsident der Carolina Hurricanes, nachdem er in gleicher Funktion zuvor über viele Jahre bei den Atlanta Thrashers beschäftigt gewesen war. Seit Mai 2024 wiederum ist Waddell als General Manager und „President of Hockey Operations“ der Columbus Blue Jackets tätig.

## Karriere

### Als Spieler
Don Waddell begann seine Karriere 1976, als er für die Northern Michigan University spielte. Er überzeugte gleich in seinem ersten Jahr vor allem durch seine Offensivstärke und wurde nach seiner zweiten Saison als bester Spieler der CCHA ausgezeichnet. Die Los Angeles Kings wählten ihn darauf im NHL Amateur Draft 1978 in der siebten Runde an Position 111 aus.
Waddell spielte noch zwei Jahre an der Northern Michigan University, ehe er sich 1980 den Saginaw Gears, dem IHL-Farmteam der Los Angeles Kings, anschloss und mit ihnen gleich im ersten Jahr den Turner Cup gewann. Ebenfalls in der Saison 1980/81 absolvierte Waddell sein einziges NHL-Spiel für die Los Angeles Kings.
In der Saison 1981/82 erzielte Waddell für die Saginaw Gears 26 Tore und gab 69 Assists und zog mit der Mannschaft erneut ins Finale um den Turner Cup ein, wo man diesmal jedoch unterlag. Am Ende der Saison wurde Waddell mit der Governor’s Trophy als bester Verteidiger der IHL ausgezeichnet. Wegen Verletzungen kam er in der folgenden Spielzeit nur auf 18 Einsätze und wechselte im Sommer 1983 nach Deutschland zum Augsburger EV in die 2. Bundesliga.
1984 kehrte er nach Nordamerika zurück und spielte für die Flint Generals in der IHL, ehe er während der Saison 1984/85 innerhalb der Liga zu den Toledo Goaldiggers wechselte. Im Sommer 1985 übernahm er neben seiner Spielertätigkeit auch den Posten als Assistenztrainer der Goaldiggers und kehrte im Laufe der Saison 1985/86 zu seinen guten Leistungen zurück. Am Ende der Saison hatte er in 63 Spielen 69 Punkte erzielt und wurde ins First All-Star Team der IHL gewählt.
Zur Saison 1986/87 wechselte er innerhalb der IHL zu den Flint Spirits und war auch dort als Spieler und Assistenztrainer aktiv. Nachdem Waddell 1986/87 auf Grund von Verletzungen nur selten zum Einsatz gekommen war, lief er in der darauf folgenden Spielzeit nochmal zu alter Form auf, schoss 17 Tore und bereitete 58 vor, ehe er im Sommer 1988 seine aktive Karriere beendete.

### Als Trainer und Manager
Nach dem Ende seiner Spielerkarriere blieb Waddell in Flint und übernahm sofort die Aufgaben als Trainer und General Manager der Flint Spirits. Nach einer schwachen ersten Saison, die die Mannschaft auf dem letzten Platz abschloss, führte er die Spirits 1989/90 in die Playoffs. Jedoch wurde das Franchise nach der Saison aufgelöst und Waddell bekam den Posten als General Manager der San Diego Gulls, die vor ihrer ersten Saison in der IHL standen.
Nachdem die Gulls 1990/91 die Playoffs verpassten, übernahm Waddell auch die Verantwortung als Trainer der Mannschaft und konnte 45 der 82 Saisonspiele gewinnen. 1992/93 gab er den Trainerposten an Rick Dudley ab, der die Mannschaft zu 62 Siegen und ins Finale der IHL-Playoffs führte. Auch in den folgenden beiden Spielzeiten erreichten die Gulls die Endrunde, jedoch stellte das Franchise im Sommer 1995 den Spielbetrieb ein.
Noch im selben Jahr wurde Don Waddell Vize-Präsident von RDV Sports, der Betreibergesellschaft aller großen Sportmannschaften in Orlando. Gleichzeitig wurde er auch General Manager der IHL-Mannschaft Orlando Solar Bears, die vor ihrer Premierensaison standen. Gleich in der ersten Spielzeit erreichte die Mannschaft das Finale um den Turner Cup und zogen im Jahr darauf bis ins Halbfinale ein.
Im Sommer 1997 nahmen ihn die Detroit Red Wings aus der NHL als Assistenz-General Manager für vier Jahre unter Vertrag. Parallel betreute Waddell das Farmteam, die Adirondack Red Wings aus der AHL, als General Manager. Nach nur einem Jahr, an dessen Ende der Stanley-Cup-Sieg der Red Wings stand, wurde Waddell von den Atlanta Thrashers aus seinem Vierjahresvertrag herausgekauft, um das Franchise als General Manager für die Premierensaison 1999/2000 vorzubereiten.
Nach einer schwachen ersten Saison mit nur 14 Siegen aus 82 Spielen, konnte Waddell in den NHL Entry Drafts der Jahre 2000 und 2001 mit Dany Heatley und Ilja Kowaltschuk zwei junge Spieler verpflichten, die im Mittelpunkt der Mannschaft stehen sollten. Außerdem konnte 2002 mit Wjatscheslaw Koslow ein erfahrener Stürmer nach Atlanta geholt werden.
Während der Saison 2002/03 übernahm Waddell nach einer Trainerentlassung vorübergehend den Trainerposten bei den Thrashers, ehe er Bob Hartley für diese Position verpflichten konnte. In den folgenden Jahren formte Waddell mit Spielern wie Ilja Kowaltschuk, Wjatscheslaw Koslow, Bobby Holík, Kari Lehtonen, Scott Mellanby und Marián Hossa, der für Dany Heatley nach Atlanta gekommen war, eine konkurrenzfähige Mannschaft, die schließlich in der Saison 2006/07 erstmals die Playoffs erreichte. Jedoch scheiterten sie dort in der ersten Runde ohne einen Sieg erreicht zu haben.
In die folgende Saison 2007/08 starteten die Thrashers schwach und im November 2007 entließ Waddell den Trainer Bob Hartley und übernahm bis auf Weiteres den Trainerposten selbst.
Nachdem er die Position des General Manager bis im April 2010 ausgefüllt hatte, übernahm Rick Dudley die Position des GM, zeitgleich wurde Waddell zum Präsidenten der Thrashers befördert. Nach der Umsiedlung der Franchise im Juni 2011 nach Winnipeg verkündete Waddell, dass er beim neuen Team keine Funktion übernimmt.
Nach einer kurzen Zeit als Scout für die Pittsburgh Penguins wurde der US-Amerikaner zur Saison 2014/15 als neuer Präsident der Carolina Hurricanes vorgestellt. Dort übernahm er im Mai 2018 im Zuge der vom neuen Eigentümer Tom Dundon vorgenommenen Umstrukturierungen auch die Rolle des General Managers und trat damit die Nachfolge von Ron Francis an.
Nach sechs Jahren als „GM“ sowie nach zehn Jahren als Präsident der Hurricanes trat Waddell nach der Saison 2023/24 von seinen Ämtern zurück. Die Nachfolge des General Managers trat dabei sein bisheriger Assistent Eric Tulsky an.
Nur wenige Wochen später wurde Waddell als neuer General Manager und „President of Hockey Operations“ bei den Columbus Blue Jackets vorgestellt, wo er die Nachfolge von Jarmo Kekäläinen bzw. des interimsweise tätigen John Davidson antrat.

## Erfolge und Auszeichnungen

### Als Spieler
- Turner Cup: 1981
- Governor’s Trophy: 1982
- IHL First All-Star Team: 1982 und 1986
- IHL Second All-Star Team: 1988

### Als Manager
- Stanley Cup 1998 (als Assistenz-General Manager)